# Holecistokininski receptor B
Holecistokininski receptor B je protein koji je kod ljudi kodiran  genom.
Ovaj gen kodira G protein-spregnuti receptor za gastrin i holecistokinin (CCK), regulatorne peptide mozga i gastrointestinalnog trakta. On je gastrinski receptor tipa B, koji ima visok afinitet za sulfonovane i nesulfonovane CCK analoge. Pogrešno splajsovane transkriptne varijante su primećene u tumorima debelog creva i gušterače.

## CNS dejstvo
receptori imaju znatan uticaj na neurotransmisiju u mozgu, regulaciju anksioznosti, unos hrane, i lokomociju. CCK-B izražavanje ima uticaja na anksiozne i depreesivne fenotipe ljudi. CCK-B receptori uzimaju udela u kompleksnoj regulaciji dopamina u mozgu. CCK-B aktivacija ima inhibitorno dejstvo na dopaminsku aktivnost, ona suzbija dopaminom pojačane efekte  receptora. Međutim ova interakcija CCKB-a i dopamina je veoma zavisna od lokacije.  antagonizam uvećava dopaminsko oslobađanje u strijatumu pacova. Aktivacija povećava GABA oslobađanje unutar nucleus accumbens septi pacova.  receptori moduliraju dopaminsko oslobađanje, i utiču na razvoj tolerancije na opioide.  aktivacija umanjuje amfetaminom indukovano DA oslobađanje, i doprinosi individualnoj varijabilnosti responsa na amfetamin.
Kod pacova, CCK-B antagonizam sprečava stresom podstaknutu reaktivaciju kokainske zavisnoti, kao i dugotrajno održavanje i ponovno uspostavljanje morfinske zavisnosti.  Smatra se da CCK-B ima modulatornu ulogu u Parkinsonovoj bolesti. Blokada CCK-B kod Sajmirskih majmuna sa sniženim nivoom dopamina uzrokuje znatno povišenje lokomotornog L-DOPA responsa.

### Agonisti
- Holecistokinin
- Gastrin

### Antagonisti
- Proglumid

## Literatura
- Herget T; Sethi T; Wu SV;  . (1994). „Cholecystokinin stimulates Ca2+ mobilization and clonal growth in small cell lung cancer through CCKA and CCKB/gastrin receptors.”. Ann. N. Y. Acad. Sci. 713: 283—97. PMID 8185170. doi:10.1111/j.1749-6632.1994.tb44076.x.
- Lee YM; Beinborn M; McBride EW;  . (1993). „The human brain cholecystokinin-B/gastrin receptor. Cloning and characterization.”. J. Biol. Chem. 268 (11): 8164—9. PMID 7681836.
- Ito M; Iwata N; Taniguchi T;  . (1995). „Functional characterization of two cholecystokinin-B/gastrin receptor isoforms: a preferential splice donor site in the human receptor gene.”. Cell Growth Differ. 5 (10): 1127—35. PMID 7848914.
- Miyake A (1995). „A truncated isoform of human CCK-B/gastrin receptor generated by alternative usage of a novel exon.”. Biochem. Biophys. Res. Commun. 208 (1): 230—7. PMID 7887934. doi:10.1006/bbrc.1995.1328.
- Maruyama K, Sugano S (1994). „Oligo-capping: a simple method to replace the cap structure of eukaryotic mRNAs with oligoribonucleotides.”. Gene. 138 (1-2): 171—4. PMID 8125298. doi:10.1016/0378-1119(94)90802-8.
- Zimonjic DB; Popescu NC; Matsui T;  . (1993). „Localization of the human cholecystokinin-B/gastrin receptor gene (CCKBR) to chromosome 11p15.5→p15.4 by fluorescence in situ hybridization.”. Cytogenet. Cell Genet. 65 (3): 184—5. PMID 8222757. doi:10.1159/000133628.
- de Weerth A, Pisegna JR, Huppi K, Wank SA (1993). „Molecular cloning, functional expression and chromosomal localization of the human cholecystokinin type A receptor.”. Biochem. Biophys. Res. Commun. 194 (2): 811—8. PMID 8343165. doi:10.1006/bbrc.1993.1894.
- Ito M; Matsui T; Taniguchi T;  . (1993). „Functional characterization of a human brain cholecystokinin-B receptor. A trophic effect of cholecystokinin and gastrin.”. J. Biol. Chem. 268 (24): 18300—5. PMID 8349705.
- Song I; Brown DR; Wiltshire RN;  . (1993). „The human gastrin/cholecystokinin type B receptor gene: alternative splice donor site in exon 4 generates two variant mRNAs.”. Proc. Natl. Acad. Sci. U.S.A. 90 (19): 9085—9. PMC 47506 . PMID 8415658. doi:10.1073/pnas.90.19.9085.
- Beinborn M; Lee YM; McBride EW;  . (1993). „A single amino acid of the cholecystokinin-B/gastrin receptor determines specificity for non-peptide antagonists.”. Nature. 362 (6418): 348—50. PMID 8455720. doi:10.1038/362348a0.
- Silvente-Poirot S, Wank SA (1996). „A segment of five amino acids in the second extracellular loop of the cholecystokinin-B receptor is essential for selectivity of the peptide agonist gastrin.”. J. Biol. Chem. 271 (25): 14698—706. PMID 8663021. doi:10.1074/jbc.271.25.14698.
- Tarasova NI; Wank SA; Hudson EA;  . (1997). „Endocytosis of gastrin in cancer cells expressing gastrin/CCK-B receptor.”. Cell Tissue Res. 287 (2): 325—33. PMID 8995203. doi:10.1007/s004410050757.
- Suzuki Y; Yoshitomo-Nakagawa K; Maruyama K;  . (1997). „Construction and characterization of a full length-enriched and a 5'-end-enriched cDNA library.”. Gene. 200 (1-2): 149—56. PMID 9373149. doi:10.1016/S0378-1119(97)00411-3.
- O'Briant KC, Ali SY, Weier HU, Bepler G (1999). „An 84-kilobase physical map and repeat polymorphisms of the gastrin/cholecystokinin brain receptor region at the junction of chromosome segments 11p15.4 and 15.5.”. Chromosome Res. 6 (5): 415—8. PMID 9872672. doi:10.1023/A:1009289625352.
- Monstein HJ, Nilsson I, Ellnebo-Svedlund K, Svensson SP (1999). „Cloning and characterization of 5'-end alternatively spliced human cholecystokinin-B receptor mRNAs.”. Recept. Channels. 6 (3): 165—77. PMID 10100325.
- Daulhac L; Kowalski-Chauvel A; Pradayrol L;  . (1999). „Src-family tyrosine kinases in activation of ERK-1 and p85/p110-phosphatidylinositol 3-kinase by G/CCKB receptors.”. J. Biol. Chem. 274 (29): 20657—63. PMID 10400698. doi:10.1074/jbc.274.29.20657.
- Silvente-Poirot S; Escrieut C; Galès C;  . (1999). „Evidence for a direct interaction between the penultimate aspartic acid of cholecystokinin and histidine 207, located in the second extracellular loop of the cholecystokinin B receptor.”. J. Biol. Chem. 274 (33): 23191—7. PMID 10438490. doi:10.1074/jbc.274.33.23191.
- Kulaksiz H; Arnold R; Göke B;  . (2000). „Expression and cell-specific localization of the cholecystokinin B/gastrin receptor in the human stomach.”. Cell Tissue Res. 299 (2): 289—98. PMID 10741470. doi:10.1007/s004410050027.